# Університет Яна Евангеліста Пуркинє в Усті над Лабем

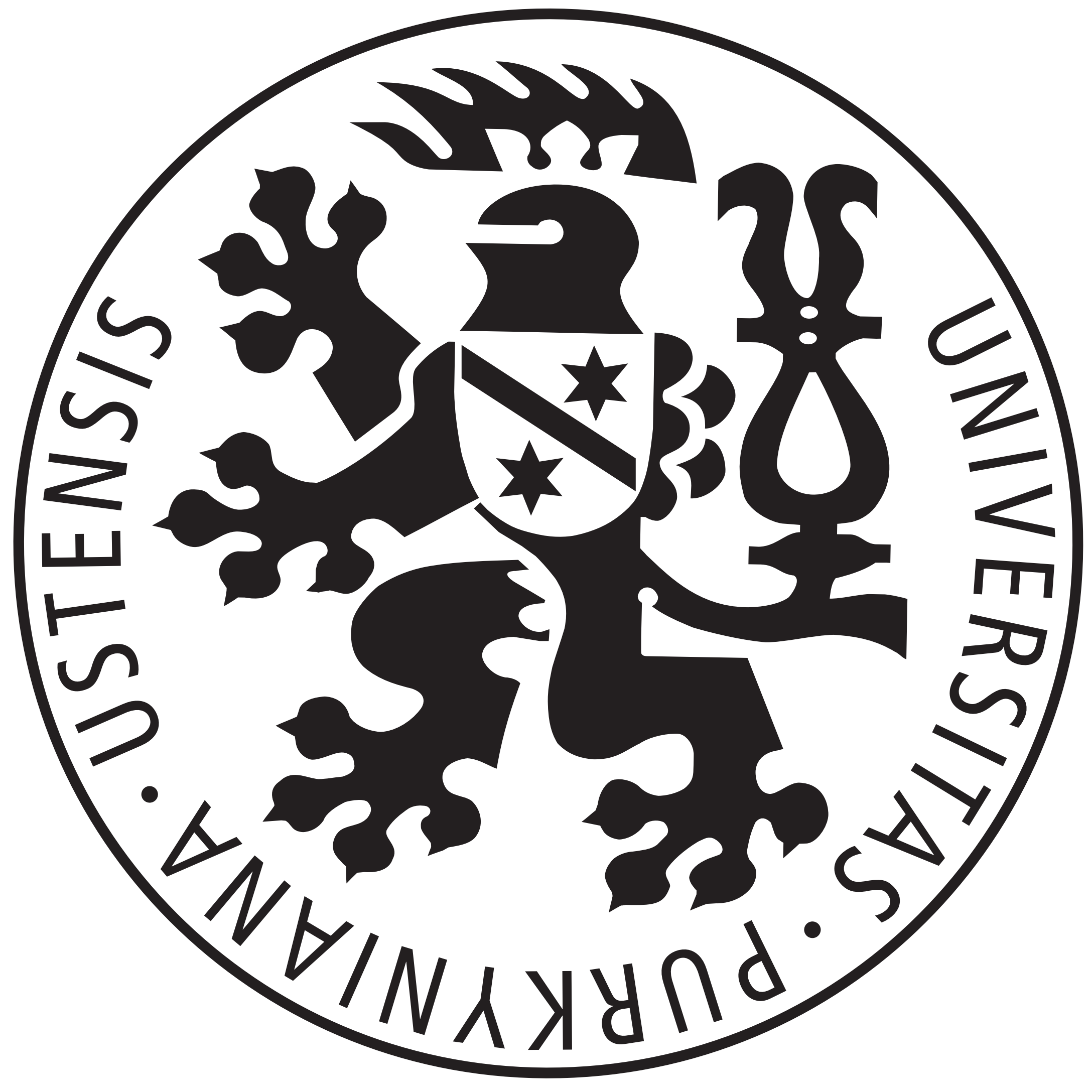
Геральдична емблема університету

Університет Яна Євангеліста Пуркінє в Усті-над-Лабем (латинською Universitas Purkyniana Ustensis, скорочено UJEP) — це чеський університет, розташований в місті Усті-над-Лабем. Носить ім'я всесвітньо відомого біолога Яна Євангеліста Пуркінє, уродженця Устецького краю (Лібочовіце). Ректор — доцент Мартін Балей.
Університет складається з восьми факультетів (філософії, мистецтв і дизайну, економіки педагогічного, наукового, біологічного, механічного, факультету охорони здоров'я).
Загальна кількість студентів станом на 31 жовтня 2008 року становила 10.813, що було на 563 більше, ніж попереднього року, заклад посів 14-те місце серед 26 державних університетів у Чехії. Університет був першим навчальним закладом Чехії, що успішно пройшов інституційну оцінку Комісією з акредитації уряду Чеської Республіки та отримав право на викладання в всіх галузях навчання протягом наступних 6 років.
Університет друкує власний журнал-інформаційний бюлетень, який інформує про події в університеті. Він видається з 2004 року, з 2007 по 2015 рік видавався щомісяця (за винятком академічних свят) 10 разів на рік накладом 2.000 примірників, з 2016-го наклад становить 12 тисяч примірників, відтоді він носить назву «Silverius» (робоча назвауніверситету).

## Історія

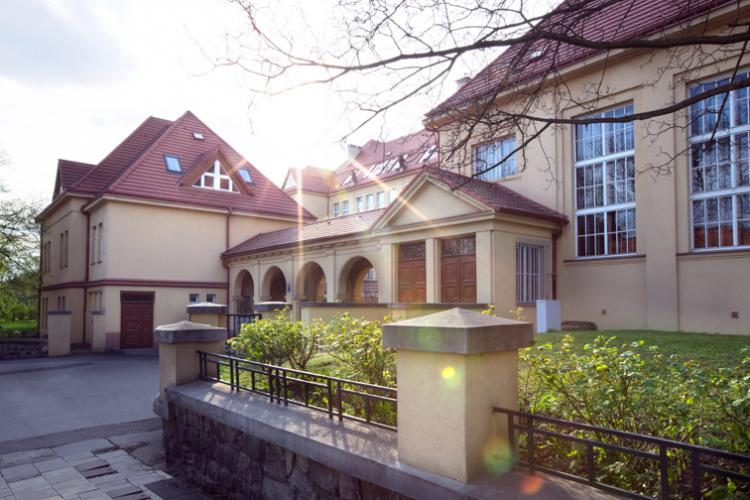
Педагогічний факультет, вхід з вулиці Чеської молоді

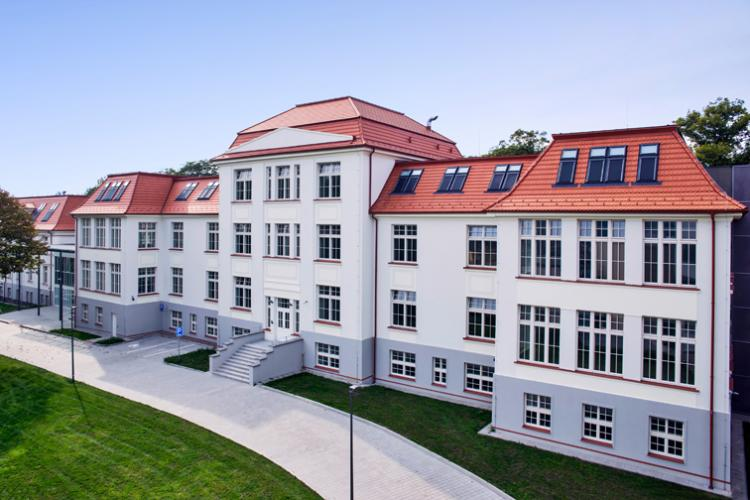
Філософський факультет, кампус

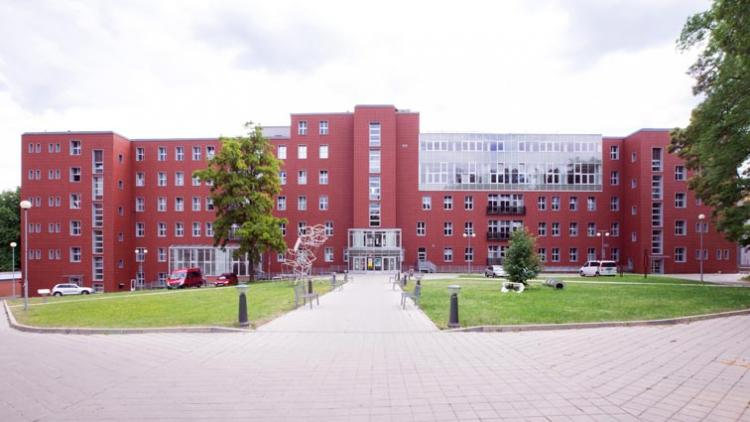
Факультет мистецтв та дизайну

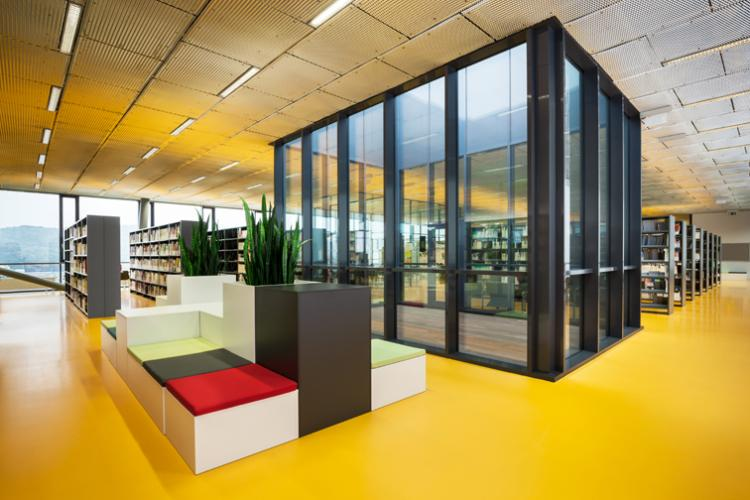
Наукова бібліотека

Історія університету почалася 1954 року, коли було створено Вищу педагогічну школу, яка 1959 року стала педагогічним інститутом. Згодом 1964 року в Усті-над-Лабем було засновано педагогічний факультет.
Відповідно до Закону № 314/1991 педагогічний факультет був перетворений в університет під назвою «Університет Яна Євангеліста Пуркінє». Урочисте відкриття відбулося 28 вересня 1991 року. Він отримав свою назву від Університету Масарика, який носив ім'я Пуркінє між 1960 і 1990 роками.
1993 року в рамках педагогічного факультету засновано Інститут культури мистецтв, що згодом став факультетом прикладного мистецтва та дизайну. 1 грудня 1998 року з факультету освіти було створено Інститут управління технологіями та виробництвом з метою забезпечення технічної освіти в регіоні. 1 грудня 2000 року Академічний Сенат затвердив створення факультету прикладного мистецтва та дизайну. Інститут досліджень в галузі охорони здоров'я був створений 2003 року. 1 квітня 2005 року, за рішенням Академічного Сенату, створено Інститут гуманітарних наук та Інститут природничих наук, який став факультетом природничих наук 4 листопада 2005 року. 1 вересня 2006 створено філософський факультет та факультет технологій виробництва та менеджменту. 18 листопада 2008 року у відреставрованій будівлі факультету мистецтв і дизайну відкрито північно-східне крило університетського містечка. 1 березня 2012 факультет охорони здоров'я перетворили в Інститут охорони здоров'я. З 1 вересня 2017 року факультет машинобудування перейменовано на факультет виробничих технологій та менеджменту.
Викладачам університету присвоєно звання докторів наук. Вацлаву Клаусу — 2007 року та Владіміру Фейксу — 2009-го.
4 березня 2009 року, після реконструкції будівлі B, була знову відкрита університетська каплиця на кампусі.

## Університетські факультети
- Педагогічний факультет
- Факультет соціальних та економічних досліджень
- Факультет мистецтва та дизайну
- Факультет екологічних наук
- Факультет машинобудування
- Факультет мистецтв
- Науковий факультет
- Факультет медико-санітарних досліджень
- Наукова бібліотека
- Центр інформатики
- Послуги розміщення та харчування

## Список ректорів
Перелік ректорів з моменту його заснування:
- Ян Копка (1992—1995)
- Властиміл Новільський (1995—2001)
- Зденек Гавел (2001—2007)
- Іва Рітчелова (2007—2011)
- Рене Вокун (2011—2015)
- Мартін Балей (2015—2019)

## Відомі викладачі

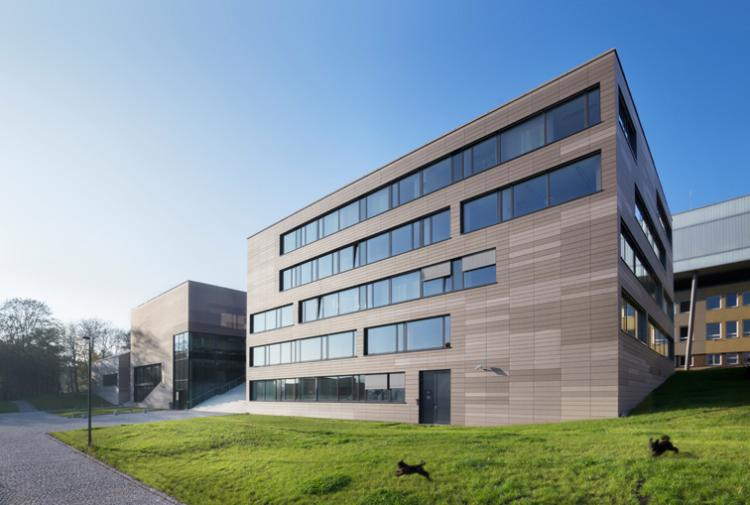
Багатофункціональний інформаційний центр, ректорат

- Павло Байка
- Петр Голечек
- Іржі Барілла
- Павло Бенеш (графічний дизайнер)
- Ярослав Брожек
- Ян Чапек
- Мартін Лахут

- Владімір Фейч
- Ян Фішер
- Владимир Франц
- Іво Харак
- Алеш Хавлічек
- Зої Хаупт
- Їржі Гоблік
- Інна Калита
- Міхал Колечек
- Мілослав Кригер
- Даніель Крупа
- Ян Куклік старший
- Карел Мішек
- Добрава Моданова
- Зденек Радвановський
- Ярослав Рокоскі
- Ян Ройт
- Томаш Сівічек
- Міхал Слейшка
- Даніца Слоукова
- Вацлав Умлауф
- Томаш Велімський
- Алеш Веселий
- Петро Вопєнка

## Відомі випускники
- Мартін Балей
- Івона Бржезінова
- Їржі Черніцкі
- Радім Холечек
- Kateřina Kováčová
- Ян Кубата
- Томаш Лебеда
- Йозеф Нахловський